# NGC 6801
NGC 6801 (również PGC 63229 lub UGC 11443) – galaktyka spiralna (Sc), znajdująca się w gwiazdozbiorze Łabędzia. Odkrył ją Lewis A. Swift 5 sierpnia 1886 roku.
W galaktyce tej zaobserwowano supernowe SN 2011df i SN 2015af.